# Tomoka Kimura
Tomoka Kimura (ur. 12 listopada 1994) – japońska lekkoatletka specjalizująca się w biegach długich.
Podczas mistrzostw świata w biegu na przełaj w 2011 indywidualnie była na 13. miejscu, a wraz z koleżankami z reprezentacji zdobyła brązowy medal w rywalizacji drużynowej.

## Osiągnięcia
| Rok  | Impreza                                   | Miejsce      | Konkurencja           | Lokata      | Wynik    |
| ---- | ----------------------------------------- | ------------ | --------------------- | ----------- | -------- |
| 2011 | Mistrzostwa świata w biegach przełajowych | Punta Umbría | bieg juniorek na 6 km | 13. miejsce | 19:56    |
| 2011 | Mistrzostwa świata w biegach przełajowych | Punta Umbría | drużyna juniorek      | 3. miejsce  |          |
| 2015 | Mistrzostwa świata w biegach przełajowych | Guiyang      | bieg seniorek na 6 km | 63. miejsce | 30:01    |
| 2015 | Mistrzostwa świata w biegach przełajowych | Guiyang      | drużyna seniorek      | 9. miejsce  |          |
| 2019 | Mistrzostwa świata                        | Doha         | bieg na 5000 m        | eliminacje  | 15:53,08 |
| 2025 | Mistrzostwa Azji                          | Gumi         | bieg na 1500 m        | 3. miejsce  | 4:11,56  |